# Mosla
Mosla là một chi thực vật có hoa trong họ Hoa môi (Lamiaceae).

## Loài
Chi Mosla gồm các loài: